# Curetis insularis
Curetis insularis är en fjärilsart som beskrevs av Thomas Horsfield 1829. Curetis insularis ingår i släktet Curetis och familjen juvelvingar. Inga underarter finns listade i Catalogue of Life.